# Miss USA 2013

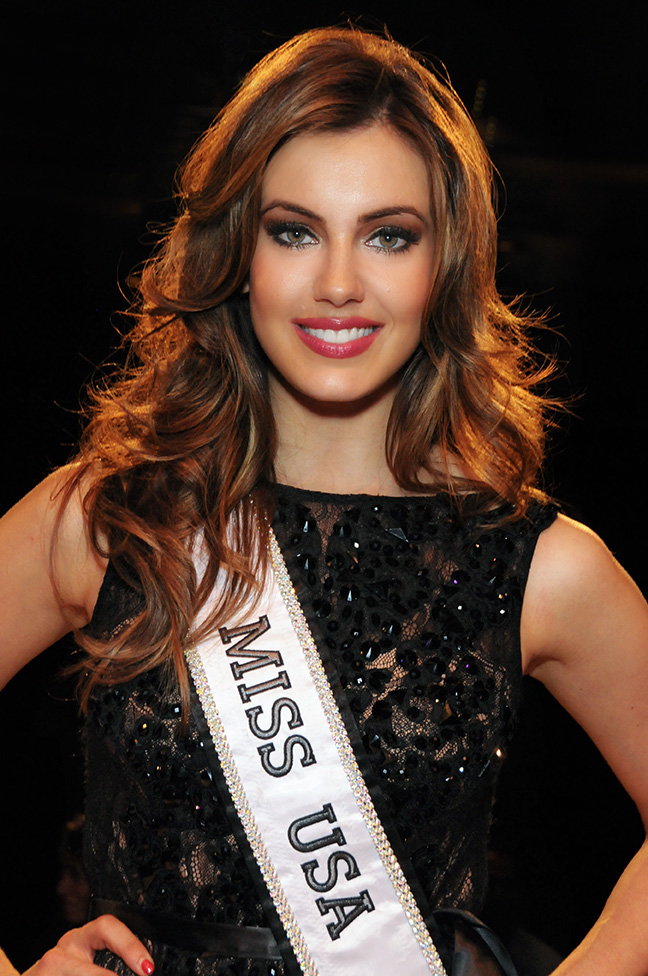
Erin Brady, Miss USA 2013

A 62ª edição do concurso Miss USA foi realizada em 16 de junho de 2013 no PH Live, em Las Vegas. Erin Brady, do Connecticut, recebeu a coroa de sua antecessora, Nana Meriwether, promovida a Miss USA 2012 após a eleição de Olivia Culpo como Miss Universo 2012, ao fim do evento. Brady representou os Estados Unidos no Miss Universo 2013, no dia 9 de novembro, em Moscou, Rússia, onde acabou ficando entre as 10 semifinalistas.
Candidatas dos 50 Estados americanos e do Distrito de Columbia participaram da disputa, transmitida pela NBC para os Estados Unidos e seus territórios, além de algumas partes da Ásia, Canadá, México e partes do Caribe servidas pela WNBC, de Nova York.

## Programação musical
- Trajes de banho – Pom Poms, Neon e First Time, Jonas Brothers (performance ao vivo)
- Trajes de gala – Sweet Nothing (Versões original e instrumental), Calvin Harris com Florence Welch
- Apresentação Final do Top 6 – Back to Love, Pauly D (performance ao vivo)

## Resultados
| Resultado final | Candidata |
| --------------- | --- |
| Miss USA 2013   | - Connecticut - Erin Brady |
| 2ª colocada     | - Alabama - Mary-Margaret McCord |
| 3ª colocada     | - Illinois - Stacie Juris |
| 4ª colocada     | - Utah - Marissa Powell |
| 5ª colocada     | - Texas - Alexandria Nugent |
| 6ª colocada     | - Carolina do Sul - Megan Pinckney |
| Top 10          | - Luisiana - Kristen Girault - Nevada - Chelsea Caswell - Carolina do Norte - Ashley Love-Mills - Ohio - Kristin Smith                                             |
| Top 15          | - Califórnia - Mabelynn Capeluj - Maryland - Kasey Staniszewski - Massachusetts - Sarah Kidd - Pensilvânia - Jessica Billings - Virgínia Ocidental - Chelsea Welch |

## Candidatas
Em 27 de janeiro de 2013, todas as 51 candidatas foram eleitas:
| Estado               | Nome                 | Cidade              | Idade1 | Altura (pés/cm) | Classificação | Notas |
| -------------------- | -------------------- | ------------------- | ------ | --------------- | ------------- | --- |
| Alabama              | Mary Margaret McCord | Gadsden             | 22     | 5'7"/1,70       | 2º lugar      | |
| Alasca               | Melissa McKinney     | Anchorage           | 26     | 5'9"/1,75       |               | |
| Arizona              | Rachel Kasang        | Phoenix             | 19     | 5'6"/1,68       |               | |
| Arcansas             | Hannah Billingsley   | Franklin            | 22     | 5'7"/1,70       |               | |
| California           | Mabelynn Capeluj     | San Diego           | 20     | 5'6"/1,68       | Top 15        | |
| Colorado             | Amanda Wiley         | Denver              | 25     | 5'11"/1,80      |               | |
| Connecticut          | Erin Brady           | East Hampton        | 25     | 5'8"/1,73       | Miss USA 2013 | |
| Delaware             | Rachel Baiocco       | Bear                | 21     | 5'7"/1,70       |               | |
| Distrito de Columbia | Jessica Frith        | Washington          | 26     | 5'7"/1,70       |               | |
| Flórida              | Michelle Aguirre     | Hialeah             | 19     | 5'8"/1,73       |               | |
| Geórgia              | Brittany Sharp       | Roswell             | 22     | 5'9"/1,75       |               | Anteriormente Miss Georgia Teen USA 2006 e 5ª colocada no Miss Teen USA 2006                                         |
| Havaí                | Brianna Acosta       | Waialua             | 21     | 5'10"/1,78      |               | |
| Idaho                | Marissa Wickland     | Boise               | 20     | 5'6"/1,68       |               | Anteriormente Miss Idaho Teen USA 2009                                                                               |
| Illinois             | Stacie Juris         | Tinley Park         | 20     | 5'7"/1,70       | 3º lugar      | Anteriormente Miss Illinois Teen USA 2009                                                                            |
| Indiana              | Emily Hart           | Fort Wayne          | 25     | 5'8"/1,73       |               | |
| Iowa                 | Richelle Orr         | Hampton             | 20     | 5'6"/1,68       |               | Anteriormente Miss Iowa Teen USA 2011                                                                                |
| Cansas               | Staci Klinginsmith   | Lenexa              | 26     | 5'8"/1,73       |               | |
| Kentucky             | Allie Leggett        | Condado de McCreary | 19     | 5'6"/1,68       |               | |
| Luisiana             | Kristen Girault      | Metairie            | 21     | 5'7"/1,70       | Top 10        | |
| Cansas               | Staci Klinginsmith   | Lenexa              | 26     | 5'8"/1,73       |               | |
| Maine                | Ali Clair            | Portland            | 23     | 5'8"/1,73       |               | |
| Maryland             | Kasey Staniszewski   | Annapolis           | 21     | 5'9"/1,75       | Top 15        | Anteriormente Miss Maryland's Outstanding Teen 2007, Miss Maryland Teen USA 2009 e 4ª colocada no Miss Teen USA 2009 |
| Massachusetts        | Sarah Kidd           | Boston              | 19     | 5'8"/1,73       | Top 15        | |
| Michigan             | Jaclyn Schultz       | Wyandotte           | 24     | 6'0"/1,83       |               | |
| Minnesota            | Danielle Hooper      | Inver Grove Heights | 20     | 5'9"/1,75       |               | |
| Mississippi          | Paromita Mitra       | Starkville          | 21     | 5'4"/1,62       |               | Nascida em Bangladesh e anteriormente Miss Mississippi Teen USA 2009                                                 |
| Missouri             | Ellie Holtman        | Montgomery City     | 21     | 5'11"/1,80      |               | |
| Montana              | Kacie West           | Kalispell           | 22     | 5'8"/1,73       |               | Anteriormente Miss América Montana 2010                                                                              |
| Nebrasca             | Ellie Lorenzen       | Omaha               | 21     | 5'6"/1,68       |               | |
| Nevada               | Chelsea Caswell      | Summerlin           | 23     | 5'8"/1,73       | Top 10        | |
| Nova Hampshire       | Amber Faucher        | Manchester          | 22     | 5'6"/1,68       |               | Anteriormente Miss New Hampshire Teen USA 2009                                                                       |
| Nova Jérsei          | Libell Duran         | Keasbey             | 22     | 5'7"/1,70       |               | Nascida na República Dominicana e 4ª colocada no Miss República Dominicana 2010                                      |
| Novo México          | Kathleen Danzer      | Albuquerque         | 24     | 5'9"/1,75       |               | |
| Nova York            | Joanne Nosuchinsky   | Hell's Kitchen      | 24     | 5'7"/1,70       |               | |
| Carolina do Norte    | Ashley Mills         | Raleigh             | 24     | 5'7"/1,70       | Top 10        | |
| Dacota do Norte      | Stephanie Erickson   | Fargo               | 23     | 5'8"/1,73       |               | |
| Ohio                 | Kristin Smith        | Dayton              | 21     | 5'8"/1,73       | Top 10        | |
| Oklahoma             | Makenzie Muse        | Oklahoma City       | 20     | 5'9"/1,75       |               | |
| Oregon               | Gabrielle Neilan     | Gresham             | 22     | 5'5"/1,65       |               | |
| Pensilvânia          | Jessica Billings     | Berwyn              | 25     | 5'8"/1,73       | Top 15        | |
| Rhode Island         | Brittany Stenovitch  | Cranston            | 19     | 5'6"/1,68       |               | |
| Carolina do Sul      | Megan Pinckney       | North Charleston    | 21     | 5'7"/1,70       | 6º lugar      | Anteriormente Miss South Carolina Teen USA 2010                                                                      |
| Dacota do Sul        | Jessica Albers       | Yankton             | 26     | 5'9"/1,75       |               | |
| Tennessee            | Brenna Mader         | Nashville           | 25     | 5'9"/1,75       |               | Anteriormente Miss Wyoming Teen USA 2005                                                                             |
| Texas                | Alexandria Nugent    | Dallas              | 19     | 5'8"/1,73       | 5º lugar      | |
| Utah                 | Marissa Powell       | Salt Lake City      | 20     | 5'7"/1,70       | 4º lugar      | |
| Vermont              | Sarah Westbrook      | Burlington          | 23     | 5'7"/1,70       |               | |
| Virgínia             | Shannon McAnally     | Arlington           | 23     | 5'5"/1,65       |               | |
| Washington           | Cassandra Searles    | Redmond             | 24     | 5'6"/1,68       |               | |
| Virgínia Ocidental   | Chelsea Welch        | West Union          | 22     | 5'9"/1,75       | Top 15        | Foi Miss West Virginia Teen USA 2007 e 5ª colocada no Miss Teen USA 2007                                             |
| Wisconsin            | Chrissy Zamora       | Milwaukee           | 25     | 5'7"/1,70       |               | |
| Wyoming              | Courtney Gifford     | Sheridan            | 24     | 5'6"/1,68       |               | Anteriormente Miss Wyoming's Outstanding Teen 2005 e Miss Wyoming 2008                                               |

## Importância histórica
- Connecticut venceu o Miss USA pela primeira vez.
- Os Estados que ficaram no top 16 no ano anterior foram: Alabama, Luisiana,  Maryland, Nevada, Ohio, Carolina do Sul e Texas.
- Alabama se classificou pelo quarto ano consecutivo.
- Maryland, Carolina do Sul e Texas se classificaram pelo terceiro ano consecutivo.
- Luisiana, Nevada e Ohio tiveram sua segunda classificação consecutiva.
- Illinois se classificou pela última vez em 2006.
- Massachusetts se classificou pela última vez em 2008.
- Connecticut, Carolina do Norte e Virgínia Ocidental se classificaram pela última vez em 2009.
- Pensilvânia se classificou pela última vez em 2010.
- Califórnia e Utah se classificaram pela última vez em 2011.
- Desde a concepção do Miss USA como evento independente da programação do Miss Universo, em 1965, foi a primeira vez que a maioria dos jurados de uma final televisionada do certame foi composta de mulheres (seis - Johnson, Malick, Leakes, Milian, Robertson e Bella - contra apenas três homens - Harper, Rocca e Fitzgerald).[4]

## Crossovers
2 candidatas competiram aneriormente no Miss América:
- Miss Montana USA Kacie West foi Miss Montana no Miss America 2011
- Miss Wyoming USA Courtney Gifford foi Miss Wyoming no Miss America 2009

2 candidatas competiram aneriormente no Miss America's Outstanding Teen:
- Miss Maryland USA Kasey Staniszewski foi Miss Maryland's Outstanding Teen 2007
- Miss Wyoming USA Courtney Gifford foi Miss Wyoming's Outstanding Teen 2005

1 candidata competiu aneriormente no Miss República Dominicana:
- Miss New Jersey USA Libell Duran competiu no Miss República Dominicana 2010 e ficou em quarto lugar

10 candidatas competiram aneriormente no Miss Teen USA (5 destas, do Miss Teen USA 2009)
- Miss Georgia USA Brittany Sharp foi Miss Georgia Teen USA 2006 e foi 5ª colocada no Miss Teen USA 2006
- Miss Idaho USA Marissa Wickland foi Miss Idaho Teen USA 2009
- Miss Illinois USA Stacie Juris foi Miss Illinois Teen USA 2009
- Miss Iowa USA Richelle Orr foi Miss Iowa Teen USA 2011
- Miss Maryland USA Kasey Staniszewski foi Miss Maryland Teen USA 2009 foi 4ª colocada no Miss Teen USA 2009
- Miss Mississippi USA Paromita Mitra foi Miss Mississippi Teen USA 2009
- Miss New Hampshire USA Amber Faucher foi Miss New Hampshire Teen USA 2009
- Miss South Carolina USA Megan Pickney foi Miss South Carolina Teen USA 2010
- Miss Tennessee USA Brenna Mader foi Miss Wyoming Teen USA 2005
- Miss West Virginia USA Chelsea Welch foi Miss West Virginia Teen USA 2007 e ficou em 5º lugar no Miss Teen USA 2007

## Jurados

### Da etapa preliminar de 12/06/2013
Relação divulgada pela Miss Universe Organization em 6 de junho de 2013
| Jurado           | Profissão                                                |
| Andrea Calvaruso | Advogada                                                 |
| Fred Nelson      | Presidente e produtor executivo do People's Choice Award |
| Kristin Boehm    | Jornalista da People Digital                             |
| Kristin Prouty   | Diretora de relações públicas da WWE                     |
| Lynne Diamante   | CEO e co-fundadora da OPTX rhode island                  |
| Nick Light       | Empresário artístico                                     |
| Rob Goldstone    | Ex-jornalista e empresário artístico                     |

### Da final televisionada de 16/06/2013
Relação divulgada pela Miss Universe Organization em 10 de junho de 2013
| Jurado            | Profissão                                 |
| Bob Harper        | Profissional de fitness                   |
| Bestey Johnson    | Estilista                                 |
| NeNe Leakes       | Atriz                                     |
| Wendie Malick     | Atriz                                     |
| Jessica Robertson | Personalidade de mídia                    |
| Larry Fitzgerald  | Jogador de futebol americano profissional |
| Nikki Bella       | WWE Diva e personalidade de mídia         |
| Mo Rocca          | Jornalista e personalidade e da mídia     |
| Christina Milian  | Atriz, cantora e compositora              |

## Audiência
Concorrendo diretamente com o jogo 5 das Finais da NBA entre San Antonio Spurs e Miami Heat, exibido pela ABC (visto por 14,16 milhões de telespectadores, média de 5,6 e share de 16 pontos entre 20 e 23h, horário da costa leste americana), a transmissão do concurso Miss USA 2013 teve 1,43 milhão de telespectadores a menos em relação ano anterior. Em suas duas horas de duração (21 às 23h, horário da costa leste americana), o certame (visto por 4,56 milhões de telespectadores) registrou média de 1,3 ponto e share domiciliar de 4 pontos no público entre 18 e 49 anos (ante 1,8 registrado no Miss USA 2012).